# Бакши, Ким Наумович
Ким Нау́мович Бакши́ (1 марта 1931 года, Москва — 5 марта 2019 года, там же) — советский и российский писатель и кинодраматург.

## Биография
Родился в Москве. Мать — урождённая Кочергина, русская, родом из города Карачева Орловской губернии. Отец, Наум Моисеевич Бакши, родился в Симферополе, по утверждению сына — караим по национальности. Сам К. Н. Бакши также считал себя караимом. Отец, член КПСС с 1919 года, был заместителем редактора газеты «За коммунистическое просвещение», умер в 1963 году.
В 1954 году окончил отделение журналистики филологического факультета МГУ. Литературную деятельность начал с 1957 года очерками и рассказами о целине, где работал трактористом и комбайнёром. Член КПСС с 1957 года.
С 1963 года занимался древней культурой Армении. Об армянских манускриптах и судьбах народа рассказывают его книги «Орёл и меч», «Судьба и камень», «Воскрешение святого Лазаря». Его 20-серийный телевизионный фильм «Матенадаран» удостоен Государственной премии Армении и Международной Премии имени Фритьофа Нансена. А сборник эссе «Из монастыря о любви» — премии Всеармянского Союза AGBU (Нью-Йорк — Вена).
Умер 5 марта 2019 года в Москве.

### Семья
- Дочь (от Лианы Степановны Полухиной) — Дарья Кимовна Бакши (род. 1959, Москва), окончила факультет журналистики МГУ, работала редактором в «Союзинформкино»[8].

- Сын (от Галины Дмитриевны Милосердовой) — Пётр Кимович Милосердов (род. 1976, Москва), политтехнолог и социолог[8].

Был женат на Ирине Ильиничне Мазурук (1936—1985), дочери Героя Советского Союза Ильи Павловича Мазурука.
С 1997 года был женат на Полине Борисовне Богдановой, театроведе, культурологе.

## Награды
- Орден Почёта (18 сентября 2012 года, Армения) — по случаю 21-й годовщины провозглашения независимости Республики Армения, за многолетнюю плодотворную деятельность, способствующую армяно-российской дружбе, укреплению и развитию культурных связей[11][12].
- Орден «Знак Почёта»
- Медаль Мовсеса Хоренаци (2001 год, Армения)[13]
- Лауреат Государственной премии Армянской ССР (1988 год)[13]
- Почётный орден Российско-Армянского (Славянского) государственного университета (2006 год) — за многолетнюю самоотверженную просвещенческую деятельность, плодотворную работу по изучению древних армянских манускриптов, за огромный вклад в популяризацию армянской истории и культуры[13][14]
- Лауреат Международной премии им. Фритьофа Нансена[13]
- Лауреат премии им. Ованеса Туманяна Союза писателей Армении[13]
- Лауреат премиеи «Карпис Папазян» специального фонда (Вена)[13]
- Лауреат литературной премии Международного союза «Текеян» (Лондон)
- Лауреат премии «Друг армянского народа» (2014 год)[15]
- «Серебряный крест» Союза армян России — за высокий профессионализм, большой вклад в развитие российско-армянских культурных связей, изучение и ознакомление российской общественности с армянской историей, культурой, духовными ценностями, развитие многовековой дружбы между народами России и Армении, активную роль в деле сохранения культуры, языка и национальной самобытности армян России, защиту прав и интересов народа Нагорного Карабаха и в связи с 75-летием со дня рождения[16]
- «Золотой крест» Союза армян России[8]
- «Серебряный крест» Союза армян России — за высокий профессионализм, большой вклад в развитие российско-армянских культурных связей, изучение и ознакомление российской общественности с армянской историей, культурой, духовными ценностями, развитие многовековой дружбы между народами России и Армении, активную роль в деле сохранения культуры, языка и национальной самобытности армян России, защиту прав и интересов народа Нагорного Карабаха и в связи с 75-летием со дня рождения[17]
- Юбилейный орден Союза армян России (2011 год)[18]

## Книги
- Орёл и меч. М.: Изобразит. искусство, 1971. 180 с.
- Судьба и камень. М.: Изобразит. искусство, 1983. 232 с.
- Воскрешение святого Лазаря. М.: Эксмо: Фонд культуры «Кантех», 1996. 220 с. ISBN 5-85585-551-1
- Из монастыря — о любви. Ереван; М., 2000. 288 с.
- Наш мир подобен колесу. М.: В. Секачев, 2003. 344 с. ISBN 5-88923-084-0
- Замороженное время: Вена, Венеция, Равенна, Армения. М.: Ирисъ, 2006. 256 с. ISBN 5-903216-03-X
- Под синевой небес: повести и рассказы. М.: Голос-Пресс, 2007. 144 с. ISBN 978-5-7117-0033-3
- Духовные сокровища Арцаха. М.: Кн. мир, 2012. 320 с. ISBN 978-5-8041-0626-4